# 昆陽寺
昆陽寺（こんようじ、こやでら）は、兵庫県伊丹市寺本にある高野山真言宗の寺院。山号は崑崙山（こんろんさん）。本尊は薬師如来。行基が創立した畿内49院のひとつ。西国街道（現・国道171号）沿いに位置し、地元ではこやでらや「行基さん」と呼ばれて親しまれている。

## 歴史
天平3年（731年）に行基が昆陽池を造成するのと並行して貧民救済を目的とした「昆陽施院」（布施屋）を創建したのが当寺の起こりである。
天平5年（733年）、第45代聖武天皇の勅願寺となって伽藍が整備され、36坊の子院を設け、周辺を開墾し荘園化して発展した。
天正7年（1579年）、有岡城に籠城する荒木村重と織田信長の合戦、有岡城の戦いに巻き込まれて焼失したが後に再興され、江戸時代は9か寺の塔頭を有していた。
1995年（平成7年）の阪神・淡路大震災で被災したが、復旧がなされた。
本尊・薬師如来像は行基の自作と伝えられる。開山以来秘仏であったが、現在は開帳されている。

## 境内

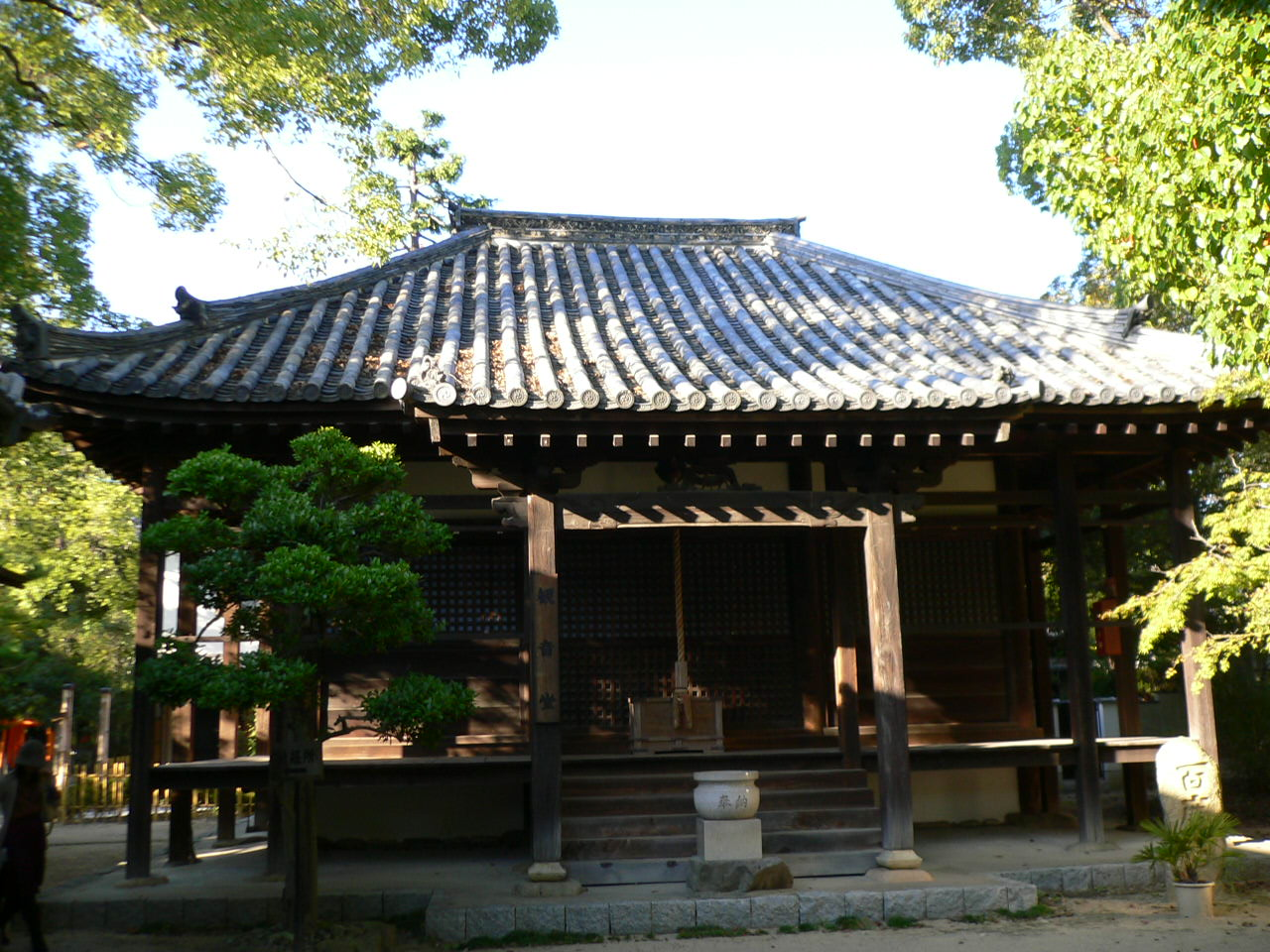
観音堂

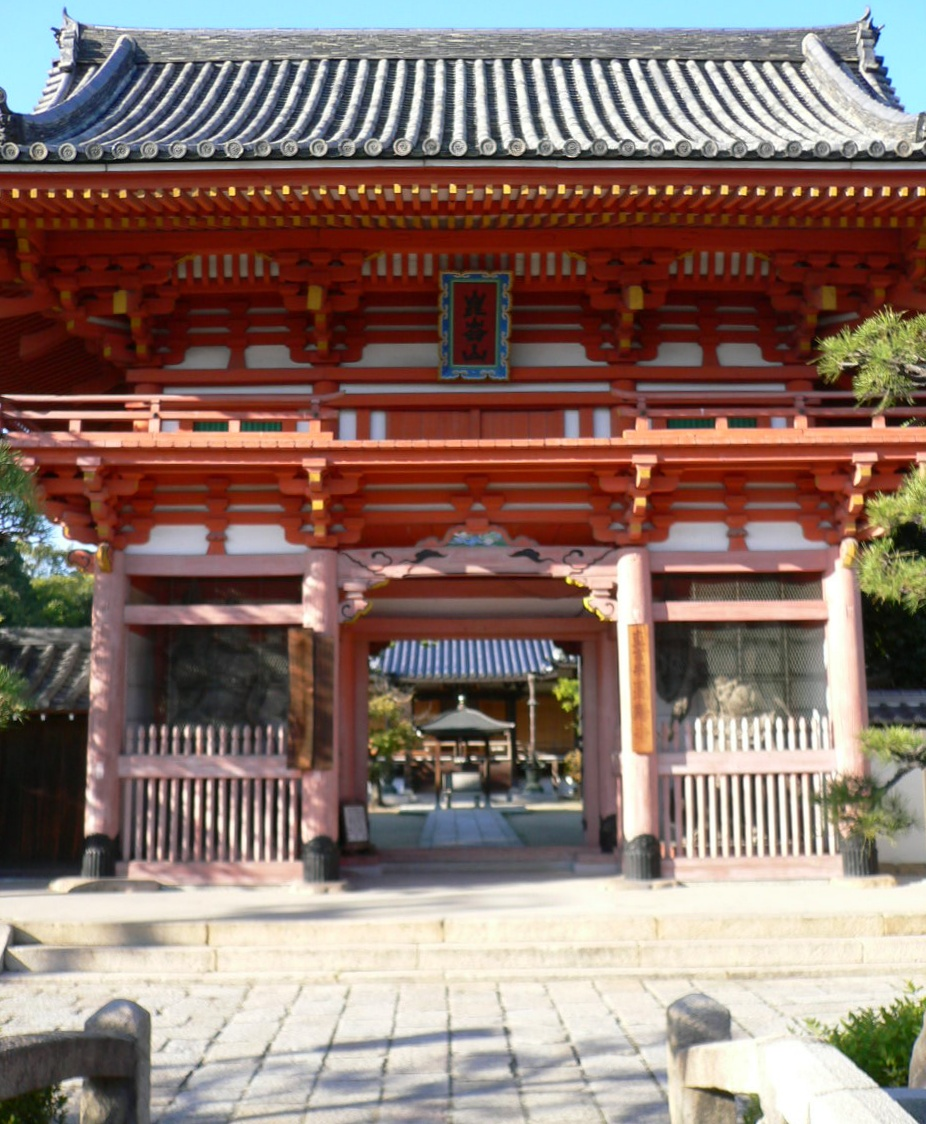
山門

- 本堂（薬師堂）- 瑠璃殿。本尊の薬師如来像を祀る。阪神・淡路大震災で倒壊するが、2年後の1997年（平成9年）4月に再建された。
- 行基堂（開山堂） - 元禄年間（1688年 - 1704年）再建。行基菩薩と脇侍である文殊菩薩・普賢菩薩を祀る。震災で被災、解体修理を実施。
- 観音堂（兵庫県指定有形文化財） - 寛永年間（1624年 - 1645年）再建。十一面観音を祀る。寄棟造向拝付本瓦葺。震災で被災、解体修理を実施。
- 弁天堂
- 庫裏
- 白長神社
- 稲荷社
- 西国三十三所霊場石仏群
- 四国八十八箇所霊場石仏群
- 行基塚
- 鎮守堂
- 納骨堂
- 宝蔵
- 鐘楼 - 寛永元年（1789年）再建。『今昔物語集』に摂津国の小屋寺で鐘が盗まれた話がある[4]。梵鐘は四代目で、宝暦10年（1760年）造。
- 山門（仁王門、兵庫県指定有形文化財） - 明暦年間（1655年 - 1658年）再建。元々は中門で、山門は2キロメートル以上南方の尼崎市の富松神社付近にあった。入母屋造本瓦葺。震災で被災、解体修理を実施。
- 遍照院 - 塔頭。川辺西国三十三所第11番札所。
- 一乗院 - 塔頭。川辺西国三十三所第12番札所。
- 成就院 - 塔頭。川辺西国三十三所第13番札所。
- 正覚院 - 塔頭。川辺西国三十三所第14番札所。

## 文化財

### 兵庫県指定有形文化財
- 山門
- 観音堂
- 木造広目天立像・木造多聞天立像

## 祭事・年中行事
- 行基さん祭り（4月）
- 昆陽寺まつり（8月）

## 前後の札所
西国薬師四十九霊場
18 久安寺　-　19 昆陽寺　-　20 門戸厄神
摂津国八十八箇所
61 安楽院　-　62 昆陽寺　-　63 大空寺
川辺西国三十三所
9 観音寺　-　10 昆陽寺　-　11 昆陽寺塔頭遍照院　-　12 昆陽寺塔頭一乗院　-　13 昆陽寺塔頭成就院　-　14 昆陽寺塔頭正覚院　-　15 白衣観音寺
伊丹七福神（寿老人）

## 交通
- 伊丹市営バス・阪神バス昆陽里（こやのさと）バス停から徒歩3分。